# Gewerbekammer (Dresden)
Das Gebäude der Gewerbekammer an der Grunaer Straße 50 war bis zu seiner Zerstörung im Februar 1945 das Verwaltungsgebäude der Gewerbekammer der Kreishauptmannschaft Dresden.

## Vorgeschichte und Bau
Anlass für den Bau des neuen Verwaltungsgebäudes war, dass die von der Gewerbekammer gemieteten Räume nicht mehr ausreichten. Zum einen war die Zahl der selbständigen Handwerks- und kleingewerblichen bzw. Kleinhandelsbetriebe im Kammerbezirk der Kreishauptmannschaft Dresden auf über 50.000 gestiegen, zum anderen gab es eine starke Zunahme der Gesellen- und Meisterprüfungen als eine Folge eines neuen Gesetzes.
Dies hatte zur Folge, dass sich die Zahl der Beamten erhebliche vergrößerte, der Verkehr mit den Gewerbetreibenden stark zunahm und geeignete Sitzungs- und Prüfungsräume für die Abnahme der Gesellen- und Meisterprüfungen fehlten. Es bestand also erheblicher Bedarf an einem eigenen Gebäude für die größte unter den sächsischen Gewerbekammern.
So wurde in den Jahren 1915 bis 1917 der Neubau der Gewerbekammer in den Formen des Dresdner Barockstils von dem Dresdner Architekten Baurat Richard Schleinitz geplant und errichtet. Nach dessen unerwartetem Tod im Mai 1916 übernahm sein Partner, der Hofzimmermeister Ernst Noack (Schleinitz & Noack), die Arbeit. Es entstand ein repräsentatives, etwa 25 Meter breites und 15 Meter tiefes Hauptgebäude mit sieben Fensterachsen zur Grunaer Straße und drei Achsen an den Schmalseiten. Das Gebäude bestand aus Sockelgeschoss, Erd- und Obergeschoss und wurde von einem mäßig steilen Dach mit sechs Gauben bekrönt. Im rechten Winkel dazu existierte ein Flügelbau von etwa 22 × 17 Meter mit einem hervorstehenden Treppenhaus.
Die meisten Säle hatten Stuckausschmückung, nur der kleine Saal hatte eine Holzdecke und Wandtäfelung erhalten. Wandtäfelungen zierte auch das Beratungszimmer, welches mit den farbigen Wappen der Städte des Kammerbezirks geschmückt war. Das große Fenster des Beratungszimmers und das Treppenhaus waren mit prächtigen Glasmalereien geschmückt, namhafter Künstler hatten Ölgemälde zur Ausgestaltung des Baues gespendet.
Innerhalb der beiden Rasenflächen zu beiden Seiten des Haupteingangs an der Grunaer Straße wurden zwei Brunnenschalen aus heimischem Sandstein, Geschenke der Stadt Dresden, aufgestellt, um die künstlerische Gesamtwirkung der durch die Wappen der 34 Städte des Kammerbezirks, durch Sinnbilder des Handwerks und Handels sowie durch Sinnsprüche und reichen bildnerischen Schmuck hervorgehobenen Hauptansicht zu beleben und zu schmücken.
Die Gesamtkosten des Baues betrugen 283.000 Mark, wovon 63.000 Mark auf die innere Ausstattung entfielen. Bei einem Rauminhalt von 11.388 Kubikmeter ergibt sich für das Gebäude sonach ein Einheitspreis von nur 7 Mark für 1 m³ umbauten Raumes, eine in Anbetracht der Ausführung in der Kriegszeit und der wertvollen Ausstattung glänzende Leistung.

## Nutzung
Im Erdgeschoss des Vorderbaues befand sich das Zimmer des Syndikus mit anstoßender Bibliothek sowie das Beratungszimmer für den Vorstand mit zugehörigen Räumen. Darüber, im ersten Obergeschoss, hatten die beiden durch eine Rolljalousie getrennten großen Säle mit Beratungszimmern ihre Anordnung gefunden. Im Flügelbau zur Albrechtstraße befanden sich im Erdgeschoss die Kanzlei- und im Obergeschoss die Sitzungszimmer.
Das Kellergeschoss des Vorderbaues enthielt das Archiv, das mit der Kanzlei im Erdgeschoss durch eine Nebentreppe verbunden war. Ein Aktenaufzug verband Archiv und Kanzlei mit dem Obergeschoss. Im Flügelbau des Kellergeschosses befanden sich die Wohnung des Hausmanns, daneben die Räume der Sammelheizanlage, ein Fahrradraum und eine Kleiderablage für die Beamten. 
Fast sämtliche Räume des Hauses waren untereinander durch Fernsprecher verbunden, in den meist benutzten Räumen befanden sich elektrische Uhren, für eine ausreichende Luftzuführung und Entlüftung war Sorge getragen, insbesondere konnte den Sälen sowie dem Beratungszimmer frische, gereinigte und vorgewärmte Luft durch eine eigens dazu geschaffene Anlage zugeführt werden.

## Zerstörung
Wie die gesamte Umgebung, in der auch das 1909/1910 errichtete Gebäude der Handelskammer lag, wurde das Gebäude der Gewerbekammer im Februar 1945 zerstört. Der Abriss der Ruine erfolgte bereits in den ersten Jahren nach dem Krieg, wobei die Fläche selbst zunächst Brache blieb. Erst 1968 bis 1970 wurden an dieser Stelle die noch heute existierenden fünfzehnstöckigen Wohnhäuser errichtet. 